# Isola di San Giovanni
Die Isola di San Giovanni liegt im Lago Maggiore vor dem zu Verbania gehörigen Ort Pallanza und ist – abgesehen von der winzigen Scoglio della Malghera – die kleinste der Borromäischen Inseln. Sie gehört zur Gemeinde Verbania befindet sich etwas nördlich von den anderen Inseln der Gruppe, 30 Meter westlich des Ufers von Frazione Pallanza, einem Ortsteil von Verbania. 

## Beschreibung, Kurzgeschichte
Die nahezu kreisrunde Insel mit einem Durchmesser von etwa 140 Metern und einer Fläche von 0,4 Hektar befindet sich in Borromeo-Privatbesitz und darf von Touristen nicht betreten werden. Sie diente von 1932 bis 1954 [jedoch nicht im Zweiten Weltkrieg] als Sommersitz des berühmten italienischen Dirigenten Arturo Toscanini (1867–1957), der stets von einem Freundeskreis begleitet wurde.
Die älteste überlieferte Erwähnung der Insel – in einem vom Herrscher Otto III. unterzeichneten Dokument – stammt aus dem Jahr 999, als sie als Isola di Sant'Angelo bezeichnet wurde, abgeleitet von einer dem Erzengel Michael geweihten Kirche in der Burg auf dem Eiland. Der Name der Insel wurde geändert, nachdem die Kirche zerstört worden war. Seitdem wird sie nach dem dort in einer Kapelle vorhandenen Taufbecken des Heiligen Johannes der Täufer (Giovanni) bezeichnet.
Mitte des zwölften Jahrhunderts war die Insel im Eigentum der Grafen der Familie Barbavara di Gravellona; im 17. Jh. kam sie in den Besitz der Fürstenfamilie Borromeo. Diese richtete dort zunächst ein Barnabiten-Kolleg ei, ließ Gärten anlegen und einen Palazzo errichten. Das Gebäude wurde im 19. Jahrhundert umgestaltet und ist in dieser Form bis heute erhalten. − Alles befindet sich in Privatbesitz und darf von Besuchern nicht betreten werden.